# Piet Kleine
Piet Kleine   (Hollandscheveld, 17 de setembre de 1951) és un patinador de velocitat sobre gel neerlandès, ja retirat.

## Carrera esportiva
Va participar en els Jocs Olímpics d'Hivern de 1976 realitzats a Innsbruck (Àustria), on aconseguí la medalla d'or en la prova de 10.000 metres i on trencà el rècord del món de Sten Stensen, que finalitzà segon. En la prova de 5.000 metres es capgirà el resultat, i en aquesta ocasió fou Kleine qui finalitzà segon darrere Stensen. En aquesta mateixa competició finalitzà sisè en la prova de 1.500 m. i divuitè en la de 1.000 metres. En aquell mateix any en el Campionat del Món de patinatge de velocitat Kleine aconseguí trencar quatre rècords mundials i es convertí en campió del món.
En els Jocs Olímpics d'Hivern de 1980 realitzats a Lake Placid (Estats Units) participà en dues proves, finalitzant sisè en la prova dels 5.000 m. i segon en la prova dels 10.000 metres.
Al llarg de la seva carrera guanyà una medalla de bronze, a més de l'or del 1976, al Campionat del Món de 1973. En el Campionat d'Europa de patinatge de velocitat també aconseguí un bronze l'any 1975. En el Campionat nacional aconseguí la victòria el 1978, a més de ser segon sis vegades i tercer una.
Al final de la seva carrera es convertí en entrenador, entre d'altres, del patinador Dan Jansen.

### Rècords del món
| Distància | Temps    | Data               | Seu    |
| --------- | -------- | ------------------ | ------ |
| 5.000 m   | 7:04.86  | 5 de març de 1976  | Inzell |
| 5.000 m   | 7:02.38  | 12 de març de 1976 | Inzell |
| 10.000 m  | 14:43.92 | 13 de març de 1976 | Inzell |
| Samalog   | 165.884  | 13 de març de 1976 | Inzell |

### Marques personals
| Distància | Temps    | Data                 | Seu         |
| --------- | -------- | -------------------- | ----------- |
| 500 m     | 40.10    | 30 de gener de 1981  | Davos       |
| 1.000 m   | 1:17.35  | 30 de gener de 1981  | Davos       |
| 1.500 m   | 1:56.28  | 13 de març de 1976   | Inzell      |
| 3.000 m   | 4:08.86  | 26 de febrer de 1981 | Inzell      |
| 5.000 m   | 7:02.38  | 12 de març de 1976   | Inzell      |
| 10.000 m  | 14:36.03 | 23 de febrer de 1980 | Lake Placid |
| Samalog   | 165.884  | 13 de març de 1976   | Inzell      |